# Youri Regeer
Youri Pieter Regeer (Haarlem, 18 augustus 2003) is een Nederlands voetballer die als middenvelder voor Ajax speelt. Hij maakte in 2022 zijn debuut in de Eredivisie voor Ajax en kwam van 2023 tot 2025 uit voor FC Twente. In januari 2025 keerde hij terug naar Ajax, waar hij een contract tot 2029 tekende.

## Clubcarrière

### Ajax
Youri Regeer speelde in de jeugd van SV Zandvoort, Rijnsburgse Boys en ADO Den Haag. Sinds 2017 speelt hij in de jeugd van AFC Ajax, waar hij in 2019 een contract tot medio 2022 tekende. Op 21 februari 2020 debuteerde hij in het betaald voetbal voor Jong Ajax in de met 0-2 gewonnen uitwedstrijd tegen Helmond Sport. Hij begon in de basis en werd in de 80e minuut vervangen door Joshua Pynadath. Op 15 december 2021 debuteerde hij voor het eerste elftal van Ajax in de met 4-0 gewonnen bekerwedstrijd tegen Barendrecht. In seizoen 2021/22 speelde hij als aanvoerder van Jong Ajax niet alleen op verschillende posities op het middenveld, maar ook zeer regelmatig als rechtsback. Op 30 april 2022 debuteerde hij in de Eredivisie in een wedstrijd tegen PEC. In seizoen 2022/23 speelde hij opnieuw voor Jong Ajax, met drie korte invalbeurten in het eerste team.

### FC Twente
In juni 2023 maakte Regeer een transfer van Ajax naar FC Twente. Daar tekende hij een contract tot 2027. Hij maakte op 27 juli zijn debuut in de UEFA Europa Conference League-kwalificatiewedstrijd tegen Hammarby IF, die met 1-0 gewonnen werd. In de laatste voorronde trok Regeer de aandacht door zijn rode kaart in de uitwedstrijd tegen Fenerbahçe SK. Op 8 oktober scoorde hij tegen Fortuna Sittard zijn eerste goal voor FC Twente en in de Eredivisie. Tijdens zijn eerste seizoen bij Twente werd hij vaak in de basis opgesteld, maar bleef het bijna net zo vaak bij een invalbeurt. Tijdens de eerste helft van seizoen 2024/25 stond hij meestal in de basisopstelling en was hij een vaste waarde geworden voor FC Twente. Terwijl hij in zijn eerste seizoen op verschillende posities speelde, stond hij in zijn tweede seizoen voornamelijk op het middenveld.

### Terugkeer bij Ajax
In januari 2025 kocht Ajax Regeer terug van FC Twente, gebruikmakend van een eerder afgesloten terugkoopclausule. Hij tekende een contract tot medio 2029. Regeer kon worden gezien als vervanger van de kort daarvoor bij Ajax vertrokken rechtsback Devyne Rensch, maar trainer Francesco Farioli gaf aan dat Regeer in zijn ogen meer een middenvelder is. Door een blessure kwam Regeer in het eerste halfjaar na zijn terugkeer bij Ajax weinig aan spelen toe.

## Statistieken

### Beloften
| Seizoen         | Club            | Competitie      | Competitie | Competitie |
| Seizoen         | Club            | Competitie      | Wed.       | Dlp.       |
| --------------- | --------------- | --------------- | ---------- | ---------- |
| 2019/20         | Jong Ajax       | Eerste divisie  | 3          | 0          |
| 2020/21         | Jong Ajax       | Eerste divisie  | 37         | 0          |
| 2021/22         | Jong Ajax       | Eerste divisie  | 25         | 5          |
| 2022/23         | Jong Ajax       | Eerste divisie  | 26         | 1          |
| Beloften totaal | Beloften totaal | Beloften totaal | 91         | 6          |

### Senioren
| Seizoen         | Club            | Competitie      | Competitie | Competitie | Beker | Beker | Internationaal | Internationaal | Overig | Overig | Totaal | Totaal |
| Seizoen         | Club            | Competitie      | Wed.       | Dlp.       | Wed.  | Dlp.  | Wed.           | Dlp.           | Wed.   | Dlp.   | Wed.   | Dlp.   |
| --------------- | --------------- | --------------- | ---------- | ---------- | ----- | ----- | -------------- | -------------- | ------ | ------ | ------ | ------ |
| 2020/21         | Ajax            | Eredivisie      | 0          | 0          | 0     | 0     | 0              | 0              | 0      | 0      | 0      | 0      |
| 2021/22         | Ajax            | Eredivisie      | 3          | 0          | 2     | 1     | 0              | 0              | 0      | 0      | 5      | 1      |
| 2022/23         | Ajax            | Eredivisie      | 3          | 0          | 0     | 0     | 0              | 0              | 0      | 0      | 3      | 0      |
| 2023/24         | FC Twente       | Eredivisie      | 31         | 2          | 1     | 0     | 5              | 0              | 0      | 0      | 37     | 2      |
| 2024/25         | FC Twente       | Eredivisie      | 18         | 0          | 1     | 0     | 7              | 0              | 0      | 0      | 26     | 0      |
| Senioren totaal | Senioren totaal | Senioren totaal | 55         | 2          | 4     | 1     | 12             | 0              | 0      | 0      | 71     | 3      |
| Carrièretotaal  | Carrièretotaal  | Carrièretotaal  | 146        | 8          | 4     | 1     | 12             | 0              | 0      | 0      | 162    | 9      |

Bijgewerkt op 12 januari 2025.

## Persoonlijk
De vader van Youri Regeer, Arend Regeer, heeft enkele wedstrijden bij Telstar in het profvoetbal gespeeld.